# Ернст Гінтерзеер
Ернст Гінтерзеер  (нім. Ernst Hinterseer; нар. 28 лютого 1932) — австрійський гірськолижник, олімпійський чемпіон.

## Виступи на Олімпіадах
| Олімпіада              | Дисципліна         | Місце |
| ---------------------- | ------------------ | ----- |
| Кортіна д'Ампеццо 1956 | гігантський слалом | 6     |
| Скво-Веллі 1960        | гігантський слалом | 3     |
| Скво-Веллі 1960        | слалом             | 1     |